# Tempest (natante)
Il Tempest è un natante a vela da regata, ex classe olimpica e facente parte del programma dei Vintage Yachting Games.

## Storia
Barca a vela varata nel 1972.

## Descrizione
Tempest è una barca a vela disegnata da Ian Proctor. 
Tempest ha un aspetto insolito in quanto si tratta di una keelboat (barca a chiglia), ma è altresì fornita di trapezio per il prodiere, un elemento di manovra che normalmente si trova solo su alcune derive. Di conseguenza, il Tempest è altrettanto emozionante per navigare come con le derive veloci, ma è molto più tollerante, merito della chiglia con bulbo da circa 240 kg, non correndo il rischio di capovolgerla. A causa della forma dello scafo planante e del grande piano velico, il Tempest è molto veloce quando si naviga su un'andatura portante e velocità superiori a 15 nodi non sono rare anche in condizioni di vento leggero. La classe Tempest è attiva in tutto il mondo con flotte in Germania, Francia, Svizzera, Austria, Regno Unito, Nord America e Australia. Il tempest è stata classe olimpica nel 1972 e 1976 al posto della classe Star. La medaglia d'oro nel 1972 è stata vinta dai russi Valentyn Mankin e Vitaliy Dyrdyra. Alle Olimpiadi del 1976 la medaglia d'oro è stata vinta dagli svedesi John Albrechtson e Ingvar Hansson.
La classe Tempest è stata protagonista dei Vintage yachting Games che si sono svolti sul lago di Como nel mese di luglio 2012.

## Giochi olimpici
Motorizzabile con un piccolo fuoribordo,può essere quindi adattato per il day cruising costiero
La classe Tempest è stata classe olimpica per 2 edizioni consecutive dei Giochi olimpici a partire da Monaco di Baviera 1972.
- Monaco di Baviera 1972
- Montréal 1976